# 伊良部大橋
伊良部大橋，日本橋梁，位於沖繩縣宮古島市，連絡宮古島與伊良部島。2006年3月18日開工，於2015年1月31日完工開放，工程總費用為380億日元。全長3,540公尺，是日本不收通行費的公共道路中，最長的橋梁。也是沖繩縣境內最長的橋樑。

## 概論
位於宮古島平良港附近，連接到伊良部島的海岸邊，是沖繩縣道252號平良下地島空港線的一部份。